# Mariano (Fußballspieler, 1986)
Mariano, mit vollem Namen Mariano Ferreira Filho (* 23. Juni 1986 in São João, PE), ist ein brasilianischer Fußballspieler, der aktuell bei América Mineiro unter Vertrag steht.

## Karriere
Mariano spielte in der Jugend für Guarani FC. Dort wurde er 2004 in die 1. Mannschaft berufen und spielte bis 2006. Es folgte ein Transfer zu Ipatinga FC und im gleichen Jahr zu Tombense FC. Zwischen 2007 und 2009 wurde der Außenverteidiger Cruzeiro EC, Ipatinga FC, Atlético Mineiro und Fluminense FC verliehen. Fluminense verpflichtete ihn daraufhin und Mariano wurde 2010 zum ersten Mal in seiner Karriere brasilianischer Meister.
Er spielte insgesamt 70 Ligaspiele und erzielte dabei vier Tore. Im Januar 2012 folgte sein Wechsel nach Europa. Mariano wechselte für 3 Millionen Euro nach Frankreich zu Girondins Bordeaux. In der Saison 2012/13 gewann er dort den französischen Pokal. Nach drei Jahren in Bordeaux, ging es für ihn im Sommer 2015 nach Spanien zum FC Sevilla. In seiner ersten Saison für den FC Sevilla gewann er mit der UEFA Europa League seinen bislang größten Vereinstitel.
Am 17. Juli 2017 wechselte Mariano zu Galatasaray Istanbul und unterschrieb dort einen Dreijahresvertrag. Galatasaray bezahlte für den Außenverteidiger 4 Millionen Euro. Im Sommer 2020 verließ Mariano die Gelb-Roten. In drei Jahren für Galatasaray Istanbul wurde der rechte Außenverteidiger zweimal türkischer Meister und je einmal Pokal- und Supercupsieger. 2020 wechselte er zurück zu Atlético Mineiro. Mit dem Klub konnte im Dezember 2021 erneut die Série A gewinnen. Im selben Monat noch schloss sich der Erfolg im Copa do Brasil 2021 an.
Im Februar 2025 wechselte Mariano zum Lokalrivalen América Mineiro.

## Erfolge
Fluminense
- Brasilianischer Meister: 2010

Girondins Bordeaux
- Französischer Fußballpokal: 2013

FC Sevilla
- UEFA Europa League: 2016

Galatasaray Istanbul
- Türkischer Meister: 2018, 2019
- Türkischer Pokalsieger: 2019
- Türkischer Fußball-Supercupsieger: 2019

Atlético Mineiro
- Staatsmeisterschaft von Minas Gerais: 2020, 2021, 2022, 2023, 2024
- Brasilianischer Meister: 2021
- Copa do Brasil: 2021
- Supercopa do Brasil: 2022